# ティコ星表
ティコ星表（ティコせいひょう、Tycho  Catalogue）は、ヒッパルコス衛星によって得られた1989年から1993年にかけての観測データを使用して作られた星表である。チホ星表とも翻訳される。Hipparcos-Messergebnisseによって、1997年に出版された。ヒッパルコス星表を作る作業と同時に並行して製作され、ヒッパルコス星表の拡張版として発行されている。
ヒッパルコス衛星の姿勢確認・制御用の補助観測装置による観測データを用いた星表であるため、
ヒッパルコス星表に比べ星の位置精度は悪く、全体の平均で25mas(milli-arc-second)であり9等級よりも明るい星に対しては7masである。
ただし、この星表では11.5等級までの星を収録しており（10.5等級より明るい星の約90%を含む）、掲載された星の数は100万個以上とヒッパルコス星表と比べても非常に多い。
後に再解析によって多くの星（250万個以上）のデータをより高い精度で掲載しているティコ第二星表も製作された。
ティコカタログは一般にも公開されており、インターネットで閲覧が可能である。